# Битва при Мальборку
Битва при Марієнбурзі, битва при Мальброку - битва відбулася 27 вересня 1422 р при фортеці Марієнбург (Мальборк).

## Передумови
За кілька років до 1422 р господар Молдови Олександр Добрий (Александру чел Бун) одружився. Його обраницею стала сестра литовського князя Вітовта Рінгалла. Однак шлюб тривав недовго. У 1421 р Олександр Добрий кинув дружину. В помсту Вітовт публічно пообіцяв помститися недавньому родичу за таку образу. Його підтримав головний союзник, король Угорщини та Чехії Сигізмунд Люксембурзький. Дуже скоро відповідний привід для помсти представився. Це було зіткнення польського короля Владислава II Ягайла з тевтонськими лицарями (Голубська війна), прихильником яких був Сигізмунд. Хоча відносини молдавського господаря з Владиславом були дуже напруженими, Олександр Добрий розумів, що посварившись з таким грізним ворогом, як Сигізмунд, він повинен мати хоч одного союзника, нехай навіть такого ненадійного, як король Польщі. Тому він висловив готовність підтримати свого формального сюзерена і послав на допомогу Польщі 400 молдавських лучників.

## Хід битви
Події 27 вересня 1422 р при фортеці Марієнбург, дуже добре описав польський хроніст Ян Длугош. Виявивши, що лучників трохи, писав він, лицарі атакували їх. Лучники відступили в ліс і зникли в ньому. Лицарі кинулися в погоню, але їх зустріли дощем стріл і поклали першу шеренгу наступаючих. Решта лицарів, розгубившись, розбіглися в різні боки. Після цього молдавські лучники, захопивши багату здобич і багато полонених, з перемогою повернулися в союзний табір. 

## Підсумки
Незважаючи на те що польсько-молдавській армії все ж не вдалося взяти Марієнбург, сили Тевтонського ордена були дуже ослаблені битвою. За Мельнським миром орден поступився частину своїх територій. В нагороду за допомогу Польща знову підтвердила Молдові її право на Покуття. Саме цим договором і скористався Олександр I Добрий, зробивши свій останній похід на Польщу в 1431 році. 